# Júlio Dantas
Júlio Dantas (Lagos, el 19 de maig de 1876 - Lisboa, el 25 de maig de 1962) fou un metge, poeta, periodista, polític diplomàtic i dramaturg portuguès.

## Obra dramàtica
- O Que Morreu de Amor (1899)
- Viriato Trágico (1900)
- A Severa (1901)
- A Ceia dos Cardeais (1902)
- Paço de Vieiros (1903)
- Um Serão nas Laranjeiras (1904)
- Rosas de Todo o Ano (1907)
- Auto de El-Rei Seleuco de Camões (1908)
- Soror Mariana (1915)
- O Reposteiro Verde (1921)
- Frei António das Chagas (1947)

## Traduccions al català
- La severa. Traducció d'Ignasi L. Ribera Rovira. 1920.
- El sopar dels cardenals. Traducció d'Ignasi L. Ribera Rovira. 1908.
- En Bertran de Figueiroa. Traducció d'Ignasi L. Ribera Rovira. 1920.
- Roses de tot l'any. Traducció d'Ignasi L. Ribera Rovira. 1919.
- 1023. Traducció d'Ignasi L. Ribera Rovira. 1920.
- Sor Mariana. Traducció d'Ignasi L. Ribera Rovira. 1920.
- El primer petó. Traducció d'Ignasi L. Ribera Rovira. 1920.